# Caulacanthaceae
Famille
Les Caulacanthaceae sont une famille d'algues rouges de l'ordre des Gigartinales. 

## Liste des genres
Selon AlgaeBase (27 août 2012) et World Register of Marine Species (27 août 2012) :
- genre Catenella Greville, 1830
- genre Catenellocolax Weber-van Bosse, 1928
- genre Caulacanthus Kützing, 1843
- genre Feldmannophycus Augier & Boudouresque, 1971
- genre Heringia J.Agardh, 1842
- genre Montemaria A.B.Joly & Alveal, 1970
- genre Sterrocladia F.Schmitz, 1893
- genre Taylorophycus E.Y.Dawson, 1961

Selon Catalogue of Life (11 décembre 2020) :
- genre Catenella Greville, 1830
- genre Catenellocolax Weber-van Bosse, 1928
- genre Caulacanthus Kützing, 1843
- genre Feldmannophycus H. Augier & C. Boudouresque, 1971
- genre Heringia J.Agardh, 1842
- genre Montemaria A.B. Joly & K. Alveal, 1970
- genre Sterrocladia F.Schmitz, 1893
- genre Taylorophycus E.Y. Dawson, 1961

Selon NCBI (27 août 2012) :
- genre Catenella
  - Catenella caespitosa
  - Catenella nipae
- genre Caulacanthus
  - Caulacanthus okamurae
  - Caulacanthus ustulatus
- genre Heringia
  - Heringia mirabilis
- genre Montemaria
  - Montemaria horridula